# Mbomba
Mbomba (tudi Mbombi) je bog stvarnik ter gospodar življenja in smrti pri Mongih Zairu. Njegovi otroci so sonce, luna in človek. Jezen zaradi človekovega greha, je ljudem dal delo in smrt.